# 미야노진역
미야노진역(일본어: 宮の陣駅)은 일본 후쿠오카현 구루메시에 위치한 서일본 철도의 역이다. 급행이 정차한다. 지명은 宮ノ陣이지만, 역명은 宮の陣이다. 역 번호는 T25이다.

## 이용 가능 철도 노선
- 서일본 철도
  - 덴진오무타 선
  - 아마기 선

## 역사
- 1924년 4월 12일: 영업 개시.
- 1956년 12월 1일: 준급 후신의 로컬 급행 정차.
- 1959년 5월 1일: 로컬 급행을 급행으로 대체하여 급행 정차역이 됨.
- 1962년: 역사 개축.
- 1981년
  - 3월 27일: 지쿠고 강 철교 교환 공사로 인하여 아마기 선 승강장을 제외하고 하류 측으로 이전, 아마기 선은 선 내 정기 왕복 운행으로 변경됨. 아마기 선과 접속하는 관계로 오후의 일부 특급이 임시로 정차.
  - 5월 12일: 지쿠고 강 철교 교환 공사 준공으로, 아마기 선 전철의 본선 노선을 개설하여 재개.
- 2001년 1월 20일: 평일 아침에 쾌속 급행 운행 개시, 정차역이 됨.
- 2008년 5월 18일: IC카드 nimoca 사용 개시.
- 2010년 3월 27일: 쾌속 급행 폐지.
- 2017년 2월 1일: 역 번호 도입.

## 역 구조
아마기 선이 급커브하면서 거의 직각으로 분기하기 때문에 아마기 선 승강장은 활(弓)형으로 휘어지는 관계로 승강장과 열차 사이가 넓다. 주의 환기로, 그 사이 바닥에 회전 등이 설치되어 열차가 도착하면 점멸한다.
덴진오무타 선은 상대식 승강장 2면 2선을 사용한다. 하행 승강장(2번 선)이 아마기 선 승강장(1번 선)과 연결되어 있다. 아마기 선은 1면 1선을 사용한다. 원맨 운전을 하므로 플랫폼 상에 미러가 있다.

### 승강장
| 1 | ■ 아마기 선     | 하행 | 혼고・아마기 방면                       |
| 1 | ■ 아마기 선     | 상행 | 하나바타케・야나가와・오무타 방면       |
| 2 | ■ 덴진오무타 선 | 하행 | 구루메・야나가와・오무타 방면           |
| 3 | ■ 덴진오무타 선 | 상행 | 오고리・후쓰카이치・후쿠오카(덴진) 방면 |

- 접근 및 통과, 안내 방송을 한다. 또한, 상행 승강장의 계단 부근은 뒤가 벽이기 때문에 특급이 통과할 때는 강풍으로 인한 것이 날리는 경우가 있다.

## 이용 현황
| 연도 | 1일 평균 승차 인원 | 1일 평균 승하차 인원 |
| ---- | ------------------ | -------------------- |
| 2007 | 1,071              | 2,126                |
| 2008 | 1,120              | 2,204                |
| 2009 | 1,134              | 2,222                |
| 2010 | 1,145              | 2,234                |
| 2011 | 1,167              | 2,282                |
| 2012 |                    | 2,273                |
| 2013 |                    | 2,335                |
| 2014 |                    | 2,250                |
| 2015 |                    | 2,261                |
| 2016 |                    | 2,232                |

## 역 주변
구루메 시 북부의 지쿠고 강 북안 근처에 위치하고 있으며, 주변부는 주택지이다. 역의 뒤쪽을 지방도로 88호선 덴진오무타 선이 병행하는 형태로 지난다.
- 미야노진 신사
- 고쿠분지
- 니시테쓰 스토어 미야노진점(역전)
- 국도 제3호선
- 후쿠오카 지방 도로 88호 구루메오고리 선
- 신호만 강
- 구루메 공업 고등 전문학교

## 사진

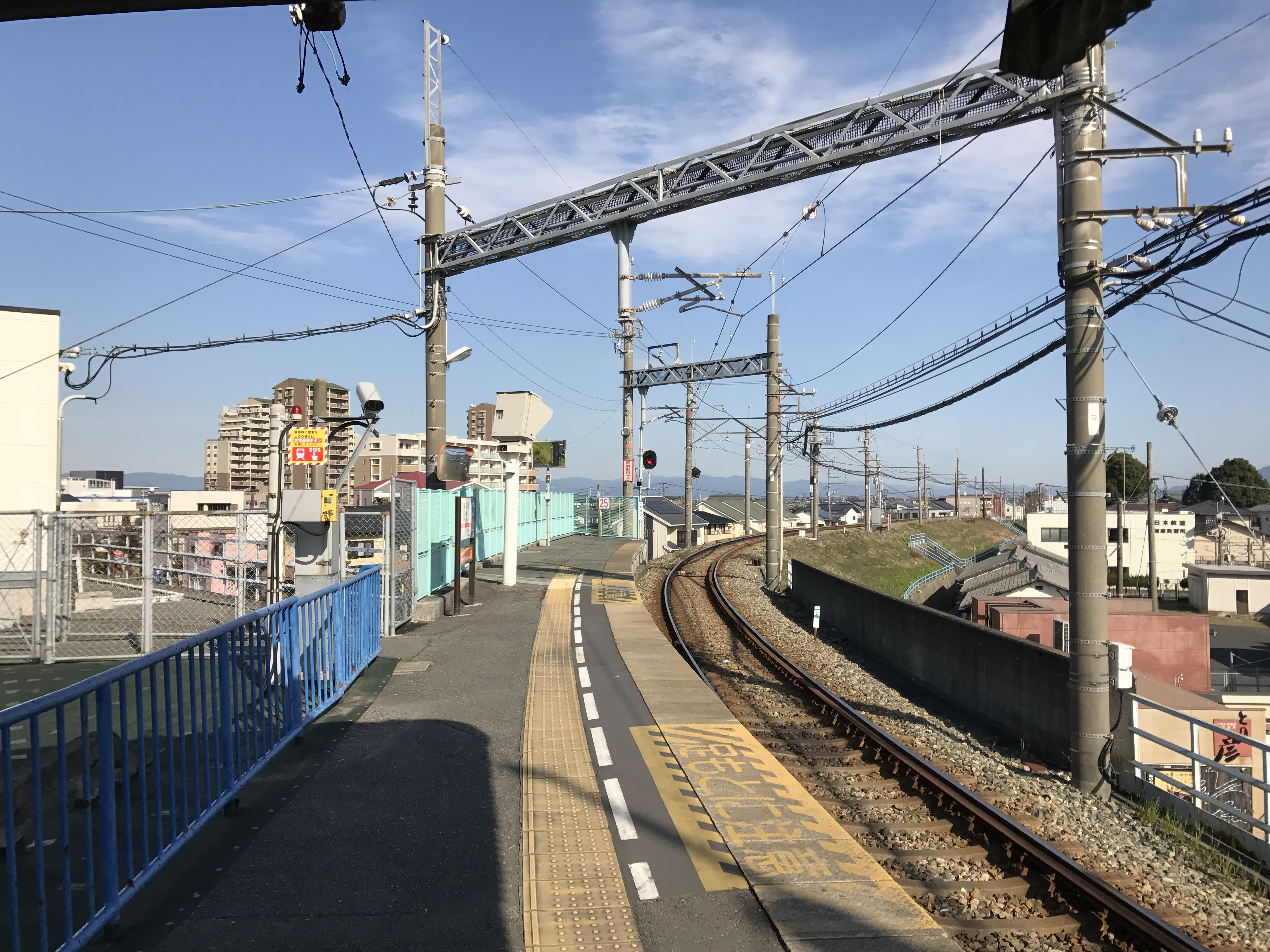
아마기 선 승강장

## 인접역
| 서일본 철도 ■ 덴진오무타 선                     | 서일본 철도 ■ 덴진오무타 선 | 서일본 철도 ■ 덴진오무타 선    |
| ----------------------------------------------- | --------------------------- | ------------------------------ |
| T22 니시테쓰오고리 니시테쓰 후쿠오카(덴진) 방면 | ■ 급행                      | 니시테쓰쿠루메 T27 오무타 방면 |
| T24 아지사카 니시테쓰 후쿠오카(덴진) 방면       | ■ 보통                      | 구시와라 T26 오무타 방면       |
| 서일본 철도 ■ 아마기 선                         |                             |                                |
| 시·종착역                                       |                             | 고로마루 A11 아마기 방면       |